# ریلند هایتس (کنتاکی)
ریلند هایتس (به انگلیسی: Ryland Heights) شهری در ایالت کنتاکی کشور ایالات متحده آمریکا است که جمعیت آن در سرشماری سال ۲۰۱۰ میلادی، ۱٬۰۲۲ نفر بوده‌است.